# Eberhard Meckel

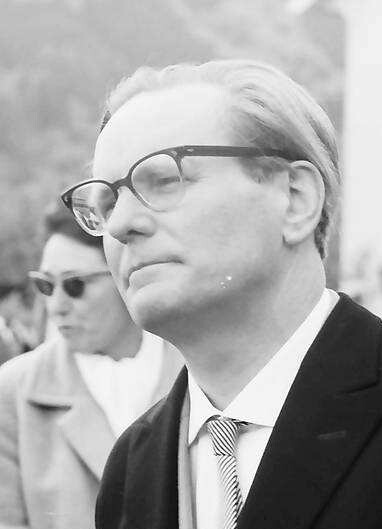
Eberhard Meckel (1966)

Eberhard Meckel (* 22. März 1907 in Freiburg im Breisgau; † 7. Juni 1969 ebenda) war ein deutscher Schriftsteller und Kritiker. Er schrieb unter dem Pseudonym Peter Sixt.

## Leben
Eberhard Meckel, Sohn des Architekten Carl Anton Meckel, absolvierte seine Gymnasialzeit im Internat von Ettenheim sowie dem Kepler-Gymnasium in Freiburg im Breisgau. Nach dem Abitur im Jahr 1926 begann er eine Kaufmannslehre in Bremen, die er jedoch sehr schnell abbrach. Sein im selben Jahr begonnenes Studium der Kunstgeschichte und Philosophie in München, Berlin und Freiburg schloss er 1930 mit der Promotion zum Dr. phil. über den Schriftsteller Wolfgang Robert Griepenkerl an der Albert-Ludwigs-Universität Freiburg ab. Nach dem Umzug in die Künstlerkolonie am Laubenheimer Platz in Berlin im Jahr 1931 heiratete er Dr. Annemarie Pietzker.
Danach war Meckel als freier Schriftsteller, Hörspielautor, Kritiker und Redakteur bis zum Ende des Zweiten Weltkriegs in Berlin tätig. Seine wichtigsten Arbeitsgebiete waren Gedichte, Erzählungen und Romane. Er arbeitete in der Literaturzeitschrift Die Kolonne mit, gab in Nachfolge von Willy Haas die Literarische Welt heraus und wurde 1933 P.E.N.-Mitglied.

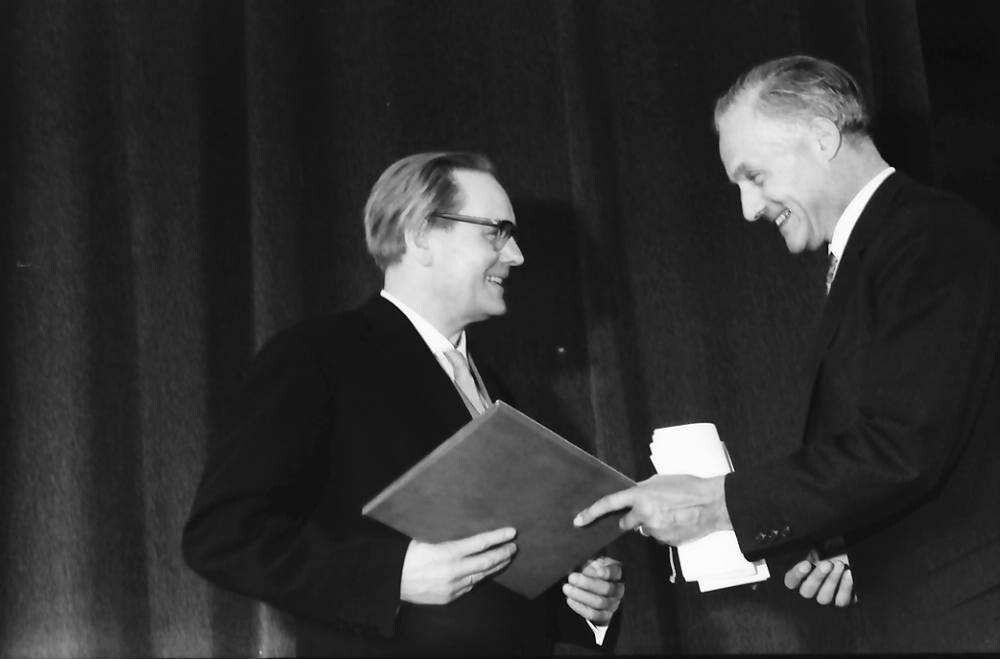
Entgegennahme des Johann-Peter-Hebel-Preises (1966)

Im Jahr 1940 wurde Meckel zum Militärdienst einberufen. Nachdem er 1944 auf der Insel Elba verwundet wurde, geriet er in Algerien in Kriegsgefangenschaft. Aus dieser kehrte er 1947 wieder nach Freiburg zurück, in den badisch-alemannischen Raum, in dem auch viele seiner Erzählungen angesiedelt sind. In seinen späteren Lebensjahren beschäftigte er sich vor allem mit Person und Werk von Johann Peter Hebel. 1957 plädierte Meckel in seiner Rede „Umriß zu einem neuen Hebelbildnis“ zum «Schatzkästlein», einer jährlich in Lörrach stattfindenden Veranstaltung zu Ehren Hebels, dafür, Johann Peter Hebel als Dichter und zugleich als Theologen zu sehen und so die vorherrschende Trennung zwischen beiden Bereichen zu überwinden. Er erhielt 1966 den Johann-Peter-Hebel-Preis des Landes Baden-Württemberg.
Sein Sohn, der Schriftsteller und Grafiker Christoph Meckel, setzte sich sehr kritisch mit der Haltung seines Vaters im Dritten Reich auseinander.

## Werke (Auswahl)
- Der Nachfahr, Gedichte. Rabenpresse, 1933.
- Flussfahrt, Gedichte. Verlag der Blätter für die Dichtung, Hamburg 1936.
- Durch die Jahre, Gedichte. Insel-Verlag, Leipzig 1939.
- Wiedersehen mit der Jugend, Erzählungen. Cotta-Verlag, Stuttgart 1940.
- Conrad Ferdinand Meyer. Biographie. Cotta-Verlag, Stuttgart 1941.
- Die Frau in der Glocke. Seltsame Geschichten. Hünenburg Verlag, Straßburg 1943.
- Freiburg im Breisgau. Freiburg i. B., Alber, 1950.
- Vom Traume nicht verschont, Gedichte & Prosa. Waldkircher Verlag, Waldkirch 1987.
- Umriß zu einem neuen Hebelbildnis. Ein Versuch. Hebelbund, Lörrach o. J. [1957], Schriftenreihe des Hebelbundes Lörrach e. V. Nr. 6.